# Петролотърсачките
„Петролотърсачките“ (на френски: Le pistolere) е комедия, приключенски интернационален филм от 1971 г. Режисьор на филма е Кристиан-Жак, в главните роли участват Брижит Бардо и Клаудия Кардинале.

## Сюжет
Внимание:  Текстът по-долу разкрива сюжета на произведението (или части от него)!
Действието се развива в Тексас през 1888 г. във франкофонски град, който се ръководи от Мари Саразен. Пристига ново семейство, наричащо себе си Мелничарите, но всъщност те са дъщерите на обесения бандит Френчи Кинг. Най-голямата му дъщеря Луиз се стреми да запази името на баща си живо, като преоблечена в мъжко облекло продължава да извършва престъпления. Луиз и Мари се противопоставят, коя да придобие ранчо на територията на което се предполага, че има залежи от петрол. Накрая те се обединяват.

## В ролите
| Изпълнител        | Роля               |
| ----------------- | ------------------ |
| Брижит Бардо      | Луиз / Френчи Кинг |
| Клаудия Кардинале | Мари Саразин       |
| Майкъл Дж. Полард | шерифът            |
| Мишелин Пресле    | Леля Амели         |
| Мари-Анже Аниес   | Констанс           |
| Жорж Белер        | Марк               |
| Анри Чарняк       | Доктор Милър       |
| Оскар Дейвис      | Матийо             |
| Раул Делфос       | Льо Корнек         |
| Франс Дуняк       | Елизабет           |
| Тереза Гимпера    | Каролине           |
| Лерой Хейнс       | Маркизът           |
| Валери Инкижиноф  | Спитинг бул        |
| Ема Коен          | Вирджини           |